# Хебешешть
Хебешешть, Хебешешті (рум. Hăbășești) — село у повіті Ясси в Румунії. Входить до складу комуни Струнга.
Село розташоване на відстані 309 км на північ від Бухареста, 48 км на захід від Ясс.

## Населення
За даними перепису населення 2002 року у селі проживали 417 осіб, усі — румуни. Усі жителі села рідною мовою назвали румунську.